# ارنبوت (المهرة)

تعديل مصدري - تعديل

ارنبوت هي إحدى قرى مديرية منعر التابعة لمحافظة المهرة، بلغ تعداد سكانها 490 نسمة حسب تعداد اليمن لعام 2004.